# Radko Kaska
Radko Kaska (* 23. Februar 1928 in Josefov; † 28. Februar 1973 auf dem Flughafen Stettin-Goleniów bei Stettin), Mitglied der Kommunistischen Partei der Tschechoslowakei, war ein tschechoslowakischer Abgeordneter in der Nationalversammlung, Politiker und Innenminister während der sogenannten Normalisierungsperiode.

## Leben
Sein Studium am Gymnasium in Louny musste Kaska nach dem Schließen von einigen Schulen in der Zeit des Protektorats unterbrechen und arbeitete als Hilfsarbeiter. Er trat einer illegalen Jugend- und Widerstandsorganisation bei. Nach Kriegsende setzte er sein Studium fort und legte 1947 sein Abitur ab. 1947 bis 1952 war er an der Tschechischen Technischen Universität Prag immatrikuliert, danach setzte er – bis 1955 – sein Studium in Moskau fort. Dort knüpfte er wichtige Kontakte zu sowjetischen Sicherheitsorganen - Kaska selber war auch später nicht nur Mitglied der tschechoslowakischen Staatssicherheit StB, sondern auch ein aktives Mitglied der sowjetischen KGB.
Im März 1948 trat Kaska der kommunistischen Partei bei. Er hatte verschiedene Parteifunktionen in Betriebs- und Hochschulorganisationen der Partei. Ab 1960 war arbeitete er im Apparat des Zentralkomitees, wo er eng mit dem Parteisekretär Drahomír Kolder zusammenarbeitete. 1968 wurde er zu dem Antireform-Flügel der Partei gezählt und war zusammen mit Vasil Biľak, Alois Indra und Miloš Jakeš in dieser stark konservativen, orthodoxen Gruppe aktiv. Diese Gruppe war es, die sich für die Bildung einer prosowjetischen, sogenannten „Arbeiterregierung“ stark einsetzte, die eine enge Kollaboration mit der Sowjetunion betreiben sollte; dies hat jedoch der damalige Präsident Svoboda abgelehnt.
Am 28. Januar 1970 wurde Kaska zum Innenminister ernannt. Diese Funktion besaß er in den Regierungen Lubomír Štrougal I und Lubomír Štrougal II bis zum 28. Februar 1973. Zu seinen Aufgaben gehörte die Weiterführung der Normalisierung, insbesondere im Bereich des Ministeriums selbst. Man nimmt an, dass gerade während Kaskas Amtszeit die Normalisierung ihren Höhepunkt erreichte.
Kaska starb am 28. Februar 1973 während einer Arbeitsreise nach Polen beim Absturz der Regierungsmaschine.